# Trebišov
Trebišov (deutsch Trebischau, ungarisch Tőketerebes – älter auch Terebes) ist eine Stadt in der südöstlichen Ostslowakei mit 22.780 Einwohnern (Stand 31. Dezember 2024) und Sitz des Okres Trebišov in der Landschaft Zemplín.

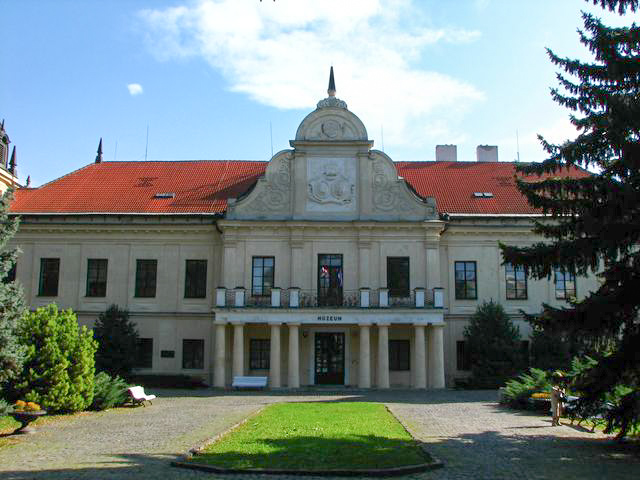
Das ehemalige Schloss der Familie der Grafen Andrássy (heute Museum)

## Geographie

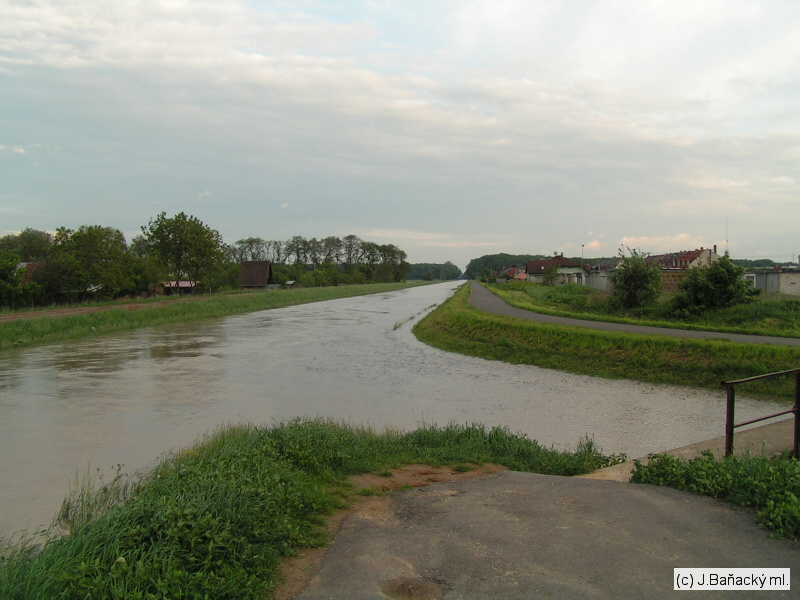
Die Trnávka am Zusammenfluss mit dem Drehňovec während eines Hochwassers

Die Stadt befindet sich im westlichen Teil der Ostslowakischen Ebene im Ostslowakischen Tiefland in einer stark landwirtschaftlich geprägten Gegend sowie in der Sichtweite des westlich gelegenen Gebirges Slanské vrchy, vorwiegend am rechten Ufer des Ondava-Zuflusses Trnávka. Das Stadtzentrum liegt auf einer Höhe von 109 m n.m. und ist 48 Kilometer von Košice sowie etwa 450 Kilometer von der Hauptstadt Bratislava entfernt.
Das Stadtgebiet gliedert sich in folgende vier Teile:
- Milhostov (1988 eingemeindet)
- Nový Majer
- Olšina
- Trebišov

Nachbargemeinden sind Vojčice im Norden, Horovce und Bánovce nad Ondavou im Nordosten, Bracovce, Falkušovce und Kačanov im Osten, Markovce im Südosten, Zemplínske Hradište im Süden, Zemplínska Nová Ves im Südwesten, Čeľovce und Plechotice im Westen und Nový Ruskov im Nordwesten.

## Geschichte

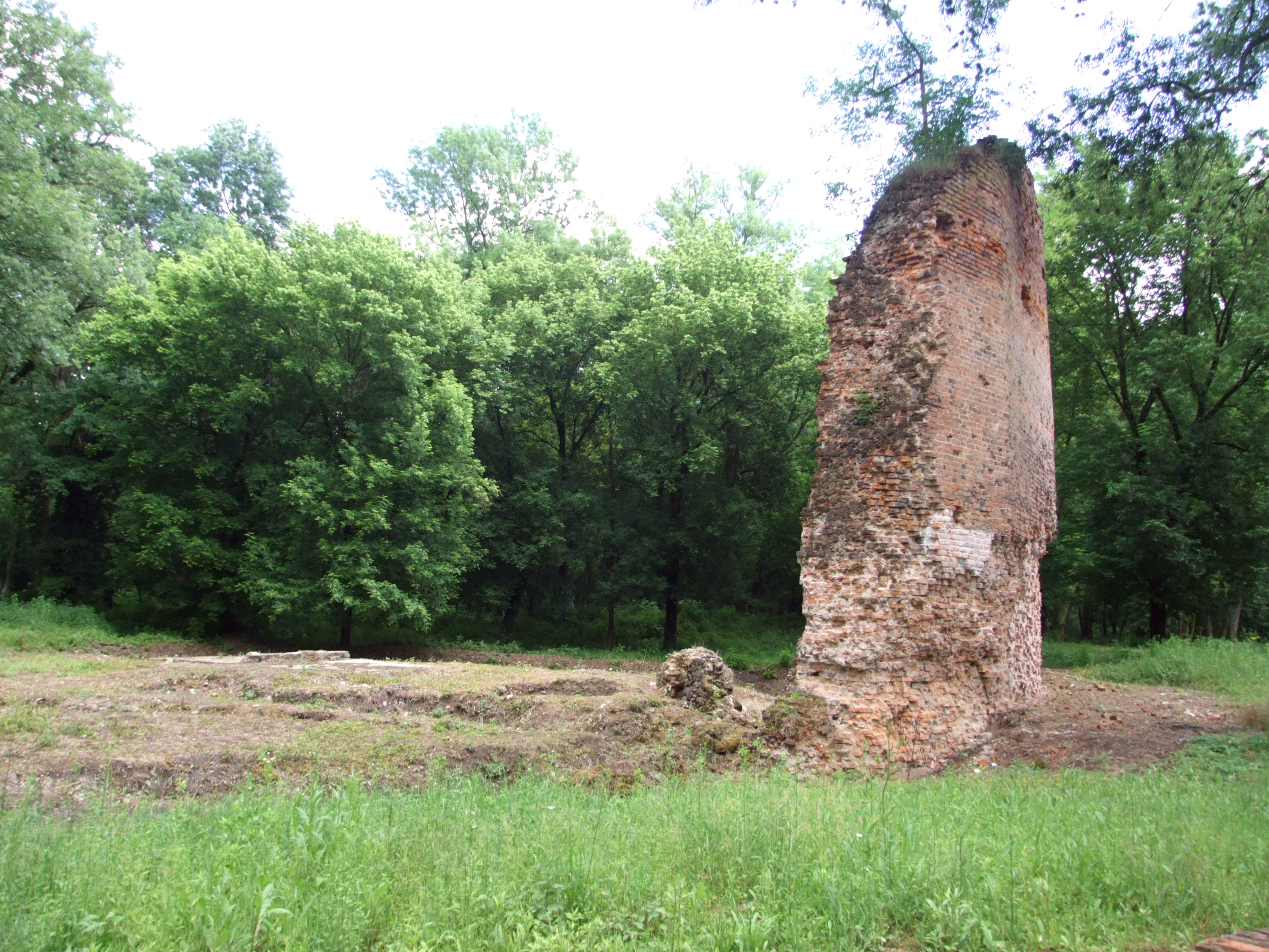
Ruinen der Burg Parič

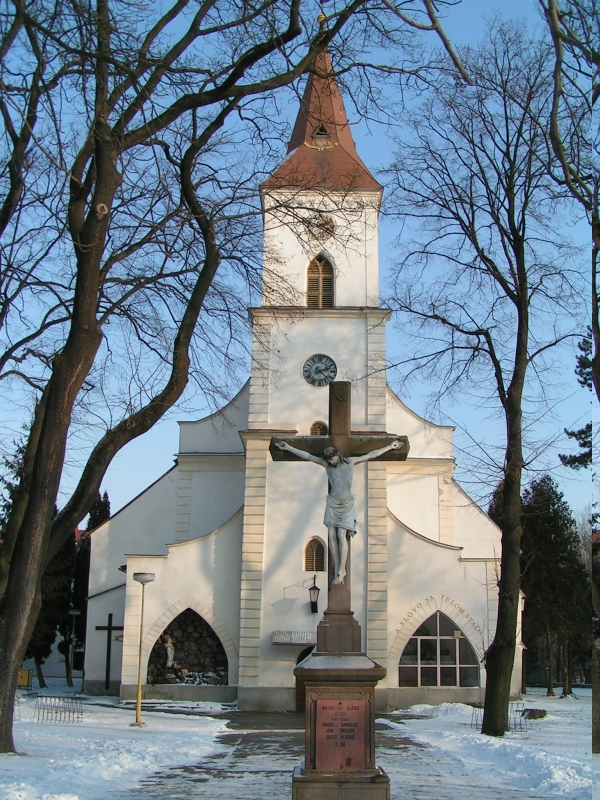
Kirche Mariä Heimsuchung

Die Stadt wurde 1254 zum ersten Mal schriftlich als Terebus erwähnt, als die Siedlung zusammen mit der mittelalterlichen Burg Parič Besitz des Edelmanns Andronik war. 1280 erhielt das Geschlecht Aba die Burg, 1319 schenkte Karl Robert von Anjou die Burgherrschaft an das Geschlecht Drugeth, die ungarische Krone nahm aber die Burg mit dem Ort 1343 zurück. 1387 kam die Herrschaft in die Hände des Geschlechts Perényi, das sie für die nächsten 180 Jahre behielt, mit einer Unterbrechung im Jahr 1483. Im 14. und 15. Jahrhundert fanden einige Versammlungen der Gespanschaft Semplin statt. 1439 wurden Trebišov begrenzte Stadtrechte verleiht, es besaß das Mautrecht und war Sitz der Herrschaft, jedoch weiter von der Burg abhängig.
Von 1504 bis 1530 sowie erneut (während der Gegenreformation) 1630 bis 1781 gab es ein Paulinerkloster in Trebišov. Nach der verloren gegangenen Schlacht bei Mohács von 1526 wurde die Burg im Jahr 1536 weiter befestigt, die 1566 einem Angriff der Krimtataren standhalten konnte. 1567 wurde die Herrschaft, Burg und Stadt wieder Besitz des Geschlechts Drugeth. 1687 vererbte die Familie Csáky die gesamte Herrschaft, ab 1756 gehörten die Güter der Familie Dernáth sowie den Geschlechtern Zichy und Andrássy.
1601 standen 31 Ansiedlungen und 94 unbewohnte Häuser in der Stadt. Danach wurde sie mehrmals in die antihabsburgischen Standesaufstände verwickelt: 1620 eroberten Gábor Bethlens Aufständische die Burg, 1686 gelang dies den Kuruzen unter der Führung von Emmerich Thököly, die die Festung schleiften. 1715 gab es 44 Ansiedlungen. 1787 hatte die Stadt 295 Häuser und 2366 Einwohner. 1831 war Trebišov eines der Zentren des Bauern- beziehungsweise Choleraaufstands. 1871 wurde die Stadt durch die Erste Ungarisch-Galizische Eisenbahn an das Bahnnetz angeschlossen, 1876 wurde sie zum Sitz eines Stuhlbezirks sowie der Gesellschaft für die Regulierung des oberen Bodrogs. Im späten 19. Jahrhundert war die Stadt durch starke Auswanderung betroffen. In den Jahren vor dem Ersten Weltkrieg begann auch die Industrialisierung der Stadt mit einer Zuckerfabrik (1910) und einem Kohlekraftwerk (1911).
Bis 1918 gehörte die im Komitat Semplin liegende Stadt zum Königreich Ungarn und kam anhand des Vertrages von Trianon zur Tschechoslowakei beziehungsweise heute Slowakei. Ab 1929 war Trebišov Sitz eines Kreises und behielt seinen überwiegend landwirtschaftlichen Charakter. Während des Zweiten Weltkriegs unterstützten die Einwohner Partisanengruppen in der Umgebung. Die Stadt wurde am 1. Dezember 1944 durch die Rote Armee besetzt, im Januar 1945 war sie temporärer Sitz des Slowakischen Nationalrats. Nach dem Kriegsende kam es zum Ausbau der Industrie, vor allem der Lebensmittelindustrie (Süßwarenfabrik Deva), es entstanden eine Konservenfabrik und ein Hefewerk, und in der Stadt war ein Werk des Güterwagenherstellers Tatravagónka ansässig. Des Weiteren wuchs die Bevölkerungszahl durch einen Ausbau von Wohnungseinheiten und es kam zur Entwicklung des kulturellen Lebens.

## Bevölkerung
| Jahr                | 1994   | 2004    | 2014    | 2024    |
| ------------------- | ------ | ------- | ------- | ------- |
| Anzahl der Personen | 21.824 | 22.934  | 24.500  | 22.780  |
| Unterschied         |        | +5,08 % | +6,82 % | −7,02 % |

| Jahr                | 2023   | 2024    |
| ------------------- | ------ | ------- |
| Anzahl der Personen | 22.812 | 22.780  |
| Unterschied         |        | −0,14 % |

Nach der Volkszählung 2011 wohnten in Trebišov 24.401 Einwohner, davon 17.400 Slowaken, 3080 Roma, 292 Magyaren, 85 Tschechen, 56 Russinen, 44 Ukrainer, 13 Serben, 11 Mährer, sechs Russen, vier Polen, drei Deutsche, zwei Kroaten und ein Bulgare. 34 Einwohner gaben eine andere Ethnie an und 3370 Einwohner machten keine Angabe zur Ethnie.
10.239 Einwohner bekannten sich zur römisch-katholischen Kirche, 5388 Einwohner zur griechisch-katholischen Kirche, 741 Einwohner zur reformierten Kirche, 487 Einwohner zur orthodoxen Kirche, 268 Einwohner zur Evangelischen Kirche A. B., 250 Einwohner zu den Zeugen Jehovas, 37 Einwohner zur apostolischen Kirche, 32 Einwohner zur evangelisch-methodistischen Kirche, 14 Einwohner zu den christlichen Gemeinden und 10 Einwohner zu den Brethren. 81 Einwohner bekannten sich zu einer anderen Konfession, 2540 Einwohner waren konfessionslos und bei 4314 Einwohnern wurde die Konfession nicht ermittelt.

## Bauwerke und Denkmäler

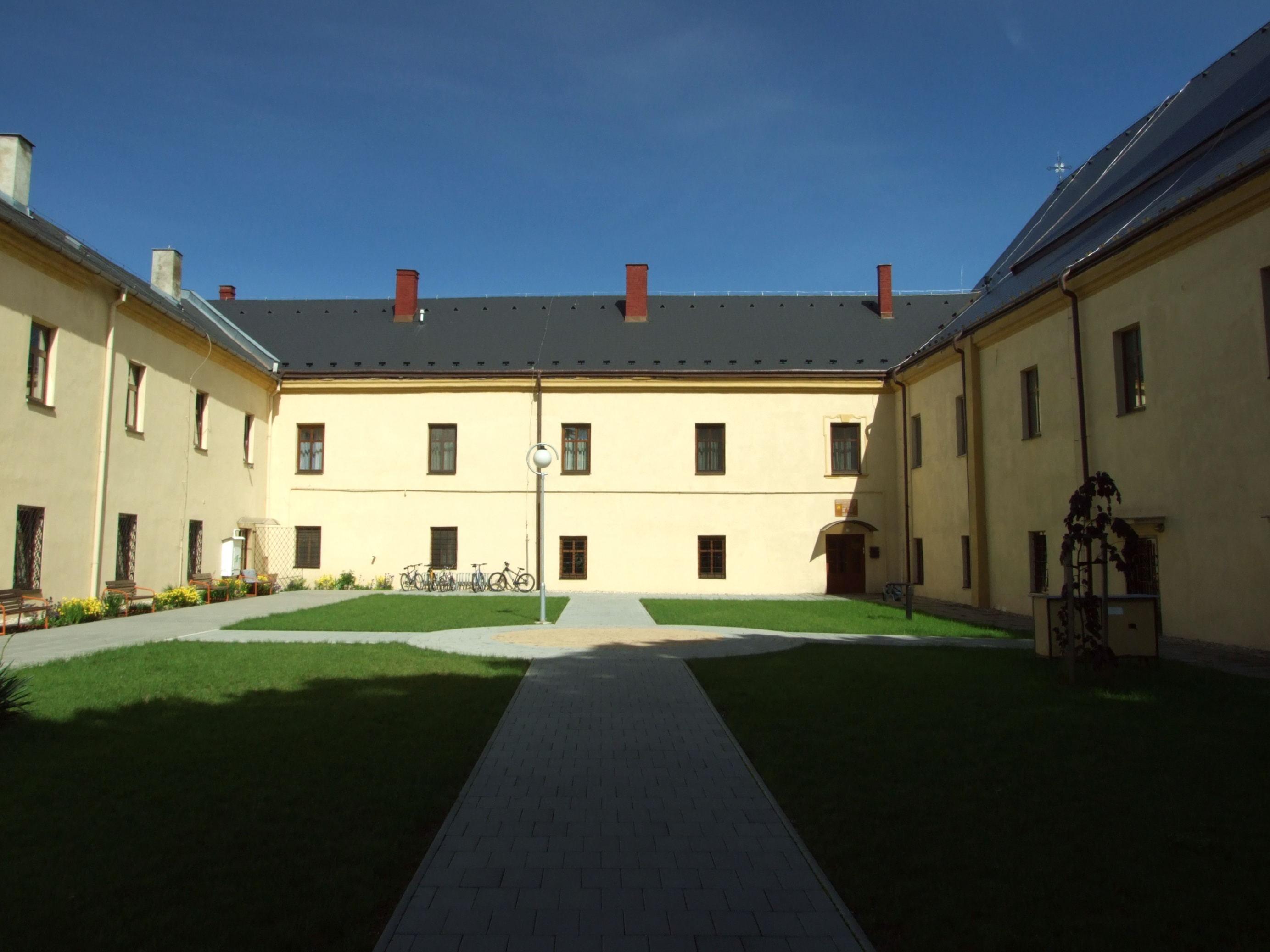
Ehemaliges Paulinerkloster

- Ruinen der mittelalterlichen Burg Parič im Stadtpark
- Schloss Trebišov am westlichen Rand des Stadtparks, mit einem Mausoleum des Geschlechts Andrássy
- Marienstauengruppe, gegen 1800 durch einen unbekannten Bildhauer errichtet
- Gebäude des ehemaligen Paulinerklosters, heute Sitz einer Grundkunstschule und des römisch-katholischen Pfarrhauses
- römisch-katholische Kirche Mariä Heimsuchung, die ursprünglich gotische Kirche wurde 1696 umgebaut und 1770 erneuert
- griechisch-katholische Kirche Entschlafung der allheiligen Gottesgebärerin aus dem Jahr 1825
- Grundmauer der romanischen Heilig-Geist-Kirche[6]

## Sport
Trebišov ist Sitz des Fußballvereins FK Slavoj Trebišov, der in der 2. slowakischen Liga spielt (Saison 2021/22) sowie des Eishockeyclubs HK 2016 Trebišov, einem Teilnehmer der 2. Liga (dritthöchste Spielklasse).

## Infrastruktur und Verkehr

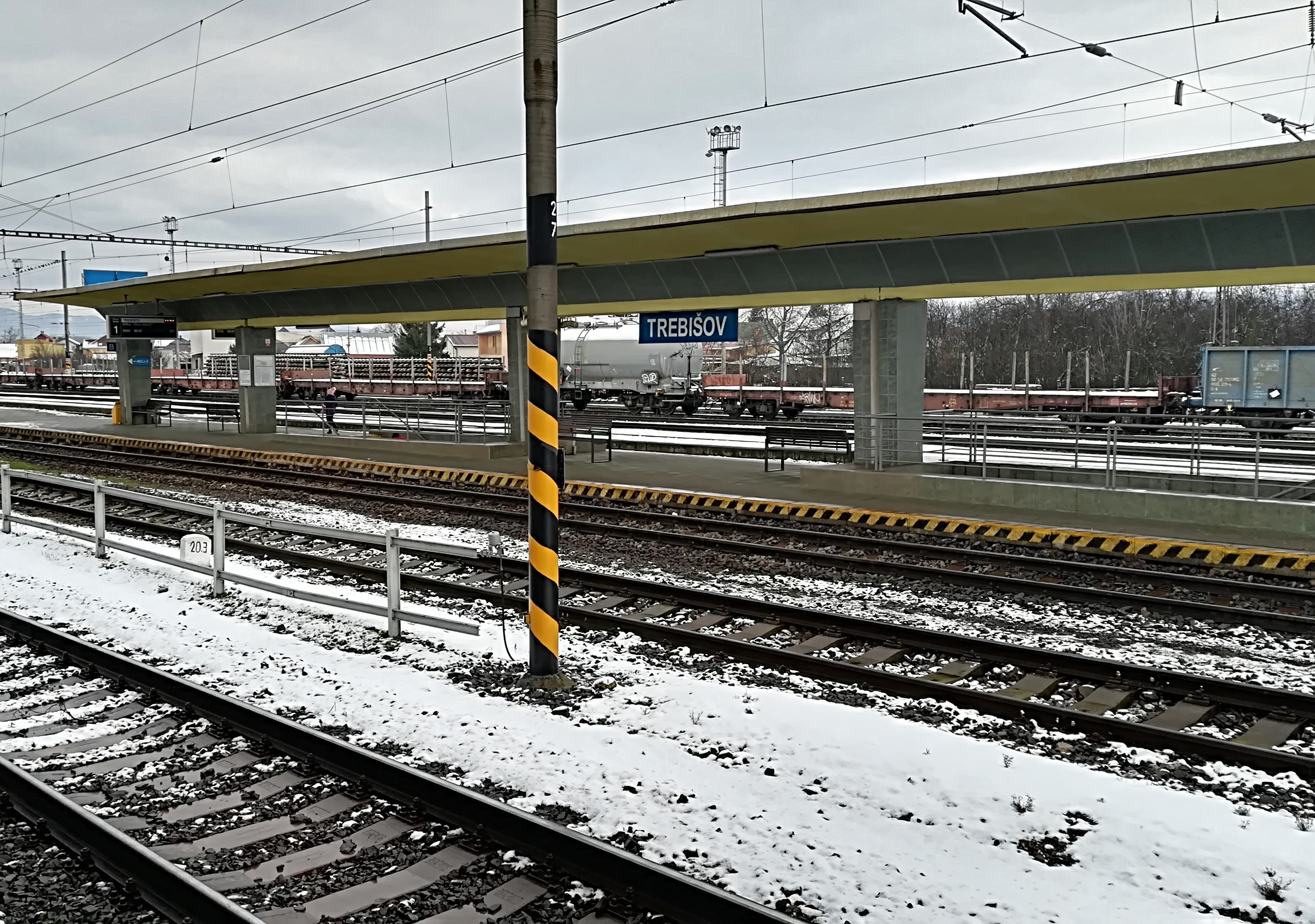
Bahnhof Trebišov

Die Stadt betreibt (Stand 2021) vier Grundschulen, drei Kindergärten, eine Grundkunstschule und ein Freizeitzentrum. Das Krankenhaus mit der Poliklinik befindet sich südlich des Stadtzentrums und ist Teil des Netzwerks Svet zdravia, die zur Aktiengesellschaft Nemocnica Svet zdravia, a. s. gehört.
Durch die Stadt und am Westrand verläuft die Cesta I. triedy 79 („Straße 1. Ordnung“), eine Fernstraße von Vranov nad Topľou nach Slovenské Nové Mesto und Kráľovský Chlmec. In Hriadky nördlich von Trebišov besteht Anschluss an die internationale Cesta I. triedy 19 (E 50, E 58) von Košice zur ukrainischen Grenze bei Vyšné Nemecké/Uschhorod. Trebišov hat einen Bahnhof an der Bahnstrecke Michaľany–Łupków und liegt zudem am Beginn der Bahnstrecke Trebišov–Vranov nad Topľou (seit 2003 ohne Personenverkehr) sowie der Bahnstrecke Trebišov–Slivník, die als Abkürzung für Züge von und nach Košice dient. Die ausschließlich im Güterverkehr betriebene Bahnstrecke Uschhorod–Haniska (Breitspur) hat in der Stadt eine Ausweichstelle.

## Söhne und Töchter der Stadt

### In Trebišov (Tőketerebes) geborene Personen
- Gustav Scheuthauer (1832–1894), ungarischer Pathologe
- Gyula Andrássy der Jüngere (1860–1929), ungarischer Politiker und letzter Außenminister von Österreich-Ungarn
- Béla Zulawszky (1869–1914), ungarischer Fechter, Silbermedaillengewinner bei den Olympischen Spielen 1908 in London
- Ilona Gräfin Andrássy (1886–1967), ungarische Magnatin und Krankenpflegerin des Ersten Weltkrieges
- Dušan Karpatský (1935–2017), tschechischer Slawist, Philologe, Schriftsteller, Übersetzer, Literaturhistoriker und Literaturkritiker
- Marián Čalfa (* 1946), tschechoslowakischer Politiker und kommunistischer Funktionär
- István Szilágyi (* 1950), Handballtrainer und -spieler
- Marek Čech (* 1983), slowakischer Fußballspieler
- Katarína Berešová (* 1987), Leichtathletin

### Persönlichkeiten mit Bezug zu Trebišov (Tőketerebes)
- Gyula Graf Andrássy d. Ä. (1823–1890), führender Politiker Österreich-Ungarns